# Mycale trichophora
Mycale trichophora är en svampdjursart som först beskrevs av Arthur Dendy och Frederick 1924.  Mycale trichophora ingår i släktet Mycale och familjen Mycalidae. Inga underarter finns listade i Catalogue of Life.